# Zigismunds Sirmais
Zigismunds Sirmais (Riga, Letonia, 6 de mayo de 1992) es un atleta letón, especialista en la prueba de lanzamiento de jabalina en la que llegó a ser campeón europeo en 2016.

## Carrera deportiva
En el Campeonato Europeo de Atletismo de 2016 ganó la medalla de oro en el lanzamiento de jabalina, llegando hasta los 86.66 metros que fue su mejor marca personal, superando al checo Vítězslav Veselý (plata con 83.59 m) y al finlandés Antti Ruuskanen (bronce).